# Antoine Laurent de Jacquier de Rosée
Le baron Antoine Laurent de Jacquier de Rosée, né le 24 mars 1747 à Anthée (Belgique) et mort le 30 septembre 1826 au château d'Anthée, est un industriel et homme politique français.
Il est maître de forges dans son pays natal, et l'un des notables de la région d'Entre-Sambre-et-Meuse. 
Il est désigné, le 9 thermidor an XI, par le Sénat conservateur, pour représenter le département de Sambre-et-Meuse au Corps législatif.
Il est appelé à siéger au corps équestre de la province de Namur en 1816.